# Oecetis dvichakha
Oecetis dvichakha är en nattsländeart som beskrevs av Schmid 1975. Oecetis dvichakha ingår i släktet Oecetis och familjen långhornssländor. Inga underarter finns listade i Catalogue of Life.